# 晚绣花楸
晚绣花楸（学名：Sorbus sargentiana）为蔷薇科花楸属的植物，为中国的特有植物。分布在中国大陆的云南、四川等地，生长于海拔2,000米至3,200米的地区，见于杂木林中或向阳坡地，目前尚未由人工引种栽培。

## 别名
晚绣球（中国树木分类学），佘坚花楸（经济植物手册），山麻柳（四川土名）